# Izvoarele (okręg Gorj)
Izvoarele – wieś w Rumunii, w okręgu Gorj, w gminie Plopșoru. W 2011 roku liczyła 698 mieszkańców.